# Enzim regulador
Un enzim regulador és un enzim d'una ruta bioquímica que, mitjançant de les seves respostes a la presència de certes altres biomolècules, regula l'activitat de la ruta. Això sol produir-se en rutes en què els productes poden ser necessitats en diferents quantitats en temps diferents, com ara la producció d'hormones. Els enzims reguladors existeixen a altes concentracions (Vmax baixa) de manera que la seva activitat pugui ser incrementada o disminuïda amb canvis en la concentració dels substrats.
Els enzims reguladors poden ser de dos tipus: enzims al·lostèrics i enzims covalentment modulats.